# José Cayetano Juliá Cegarra
José Cayetano Juliá Cegarra (Cieza, 1 de juliol de 1979) va ser un ciclista espanyol, que va ser professional del 2002 al 2006. Del seu palmarès destaca la victòria d'etapa a la Volta a Espanya de 2004

## Palmarès
- 2001
  - 1r al Trofeu Guerrita
- 2004
  - Vencedor d'una etapa a la Volta a Espanya
  - Vencedor de 2 etapes a la Volta a Portugal

### Resultats a la Volta a Espanya
- 2004. 100è de la classificació general. Vencedor d'una etapa

### Resultats al Giro d'Itàlia
- 2002. 88è de la classificació general
- 2006. 118è de la classificació general